# Clemens Winkler
Clemens Alexander Winkler ( 26 de diciembre de 1838 - 8 de octubre de 1904 ) fue un químico alemán que descubrió el elemento germanio en 1886, solidificando la teoría de la periodicidad de Dmitri Mendeleev.

## Vida
Winkler nació en 1838 en Freiberg, Sajonia, hijo de un farmacéutico que había estudiado bajo Berzelius. Winkler tuvo una 
educación temprana en las escuelas fue en Freiberg, Dresde y Chemnitz. En 1857 ingresó en la Universidad de Minas de Freiberg y Tecnología, donde su conocimiento de química analítica superó lo que se estaba enseñando allí. Dieciséis años más tarde, Winkler fue nombrado profesor de tecnología química y química analítica en la universidad.
Winkler ha sido elegido miembro de la Real Academia Sueca de Ciencias en 1892.
En 1902, renunció a su cátedra Winkler. Murió en Dresde dos años más tarde de carcinoma a la edad de 66.
Según Brunck, Winkler escribió poesía, y de acuerdo con McCay, los talentos de Winkler también se extendieron a tocar varios instrumentos musicales.

## Descubrimiento de germanio
En 1886, Winkler se presentó con un nuevo mineral de la mina Himmelsfürst cerca de Freiberg. El mineral, llamado argyrodite, fue encontrada por los químicos que contienen plata y azufre. Cuando Winkler analizó posteriormente el mineral, se percató de que los componentes individuales sólo suman alrededor de 93-94% de su masa total, y lo llevó a sospechar que un nuevo y desconocido previamente elemento debía estar presente. Después de realizar los pasos adicionales de purificación química durante varios meses, Winkler aisló el elemento puro, germanio, el 6 de febrero de 1886 y publicó sus resultados. El mineral con el que Winkler trabajó: argirodita, comenzando la búsqueda de germanio es ahora conocido por ser un doble con sulfuro de fórmula GeS2 · 4Ag2S.
Para colocar el germanio en la tabla periódica, Mendeleev sugirió que podría ser ekacadmium, un elemento que había previsto anteriormente. En contraste, Lothar Meyer favorecido una identificación de germanio con ekasilicon, predijo otro elemento. Winkler aislado más puro de la tela, y finalmente obtuvo lo suficiente para medir algunas de sus propiedades físicas y químicas. Sus resultados mostraron de manera inequívoca que la interpretación de Meyer es la correcta y que casi todas las propiedades del nuevo elemento combinado cumplían las predicciones de Mendeleev. La estrecha correspondencia entre lo que se había previsto para ekasilicon y lo que se encontró para germanio fue una clara evidencia de la utilidad y poder de la tabla periódica y el concepto de periodicidad.

## Algunas publicaciones
- Über die chemische Zusammensetzung des Condurrits, 1859
- Anleitung zur chemischen Untersuchung der Industriegase, 1876/79
- Über den Nachweis von Schlagwettern in Steinkohlengruben, 1878
- Lehrbuch der technischen Gasanalyse, 1885
- Praktische Übungen für die Maßanalyse, 1888

## Otros trabajos
Además de su aislamiento y estudio de germanio, Winkler investigó el análisis de gases. Ha publicado un libro sobre el tema, Manual Técnico de Análisis de gas, en 1884. En ese libro Winkler describe su invención de la llave de tres vías.

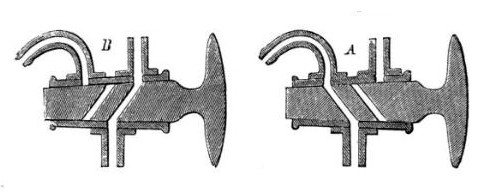
La llave de tres vías de Winkler.